# كيروسين

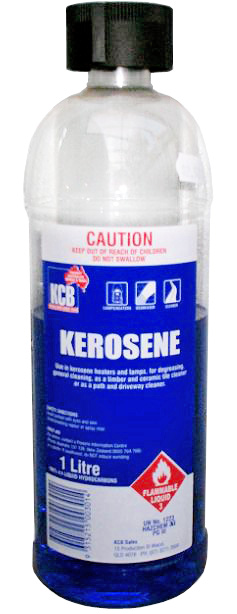

الكيروسين هو سائل هيدروكربوني، مشتق من النفط، قابل للاشتعال وذو رائحة مميزة.

## التسمية
يدعى بزيت البرافين في بريطانيا وجنوب أفريقيا. ولفظ الكيروسين شائع في معظم أرجاء الولايات المتحدة وكندا وأستراليا ونيوزيلندا حيث يطلق عليه باللغة العامية «كيرو». وفي العراق يطلق عليه اسم «النفط الأبيض» ويستخدم غالباً للتدفئة بأستخدام الصوبة، وهو معروف في مصر بالعديد من الأسماء منها «الكاز» و«الكيروسين» و«السولار»، كما يعرف في سوريا ب «زيت الكاز»، كما يعرف في فلسطين والأردن باسم «كاز» ويستخدم في التدفئة باستخدام مدفئة الكاز التي تعرف بالعامية ب«صوبة» الكاز.

## تركيبه
هو سائل هيدروكربوني، مشتق من النفط، قابل للاشتعال وذو رائحة مميزة وهو من الهيدروكربونات، ويستخدم الكيروسين كوقود في المحركات النفاثة للطائرات وبعض أنواعه الأقل نقاوة تستخدم في أفران الخبز ويستخدم أيضاً كوقود للتدفئة.

## تاريخه
وكلمة الكيروسين مشتقة من اليونانية. حيث سجلت كعلامة تجارية من طرف ابراهام جيسنر Abraham Gesner في عام 1840 ولعدة سنوات، فقط شركة الغاز الشمالي الأميركي الخفيف (بالإنجليزية: the North American Gas Light Company)‏ وشركة دونير (بالإنجليزية: the Downer Company)‏ كان لهما الحق في تسمية زيت المصابيح بالكيروسين.

## التقطير
يمكن الحصول على الكيروسين بواسطة التقطير التجزيئي للنفط عند درجة حرارة 250 درجة مئوية.

## نبذة تاريخية
- الكيروسين وصف أولاً من قبل العالم أبو بكر الرازي كعملية تقطير للنفط وذلك في القرن التاسع في بغداد. وقد وصف في كتابه (كتاب الأسرار) طريقتين لإنتاج الكيروسين: تضمنت الطريقة الأولى استعمال الطين كعضو ماص بينما تضمنت الطريقة الثانية استعمال كلوريد الأمونيوم (ملح النشادر).
- في عام 1846 قام الجيولوجي الكندي ابراهام جيسنر Abraham Gesner بتسخين الفحم وقطر منه سائل رقيق وشفاف الذي صنع منه وقود ممتاز للمصابيح. وقد أطلق اسم (الكيروسين) على الوقود الذي اكتشفه.

يتم إستخلاص الكيروسين في درجة الحرارة 250 درجة مئوية.

## الاستعمالات
الكيروسين يستعمل كوقود لعدة أغراض مثل:
التدفئة والإنارة
- حيث كان كثير الاستخدام في الفوانيس ومصابيح الكيروسين بدلاً من زيت الحوت. وفي عام 1880 كانت مصابيح الكيروسين المغشوشة مصدر ل 39% من الحرائق في مدينة نيويورك. ولاحقا استبدل استعمال مصباح الكيروسين بالمصباح الكهربي والمصابيح الكاشفة التي تعمل بواسطة البطاريات.
- ويستعمل كوقود للتدفئة عند في حالات تعطل التيار الكهربي عن طريق مدافئ الكيروسين التي لايوصى باستعمالها في الأماكن المغلقة بسبب خطر تصاعد غاز أول أكسيد الكربون.
- الطبخ: تستعمل مواقد الكيروسين لأغراض الطبخ أو التسخين في المنازل أو المطاعم.

النقل
يستعمل كوقود للمحركات النفاثة، والكيروسين يضاف إلى الديزل لمنعه من التحول إلى شمع في درجات الحرارة المنخفضة.
ويستعمل أيضأ في معالجة برك المياه الراكدة لمنع البعوض من التفقيس، ويمكن أن يستعمل في إزالة القمل من الشعر لكن هذه الممارسة مؤلمة وخطيرة جداً، فهذا يؤدي إلى تدمير الدهون الطبيعية في الشعر وفروة الرأس. ويستخدم أيضا كوقود للطائرات.
حفظ الفلزات شديدة النشاط الكيميائي
يتم استعمال الكيروسين في تخزين الفلزات النشطة كيميائياً والتي قد تتفاعل مع مكونات الهواء، عبر غمسها في مادة الكيروسين ويتم استعمال هذه الطريقة مع الصوديوم